# PCF Mülheim
Der PCF Mülheim (offiziell: Primero Club de Futsal Mülheim an der Ruhr 2008 e. V.) ist ein Futsalverein aus Mülheim an der Ruhr. Der Verein wurde am 29. Februar 2008 gegründet und hatte 2018 über 150 Mitglieder. Die erste Mannschaft des PCF Mülheim spielte in der Saison 2018/2019 in der Futsalliga West, der höchsten Spielklasse für Futsal in Nordrhein-Westfalen.

## Geschichte
Der PCF Mülheim wurde am 29. Februar 2008 gegründet und ist somit der älteste Futsalverein in Mülheim an der Ruhr. Seit der Saison 2009/2010 nimmt der PCF auch mit seiner ersten Mannschaft am Ligabetrieb teil. Zu Beginn spielte der PCF in der Westdeutschen Futsalliga, die zu Beginn noch in Form von Sammelspieltagen stattfand.
Ab der Saison 2012/2013 spielte der PCF dann auf Verbandsebene in der neu geschaffenen Futsal-Niederrheinliga. In der Saison 2017/2018 gewann man diese und stieg erstmals in die höchste Spielklasse auf. Der Klassenerhalt wurde in der Saison 2018/19 nur knapp verpasst. Am letzten Spieltag verloren die Mülheimer mit 4:6 bei Holzpfosten Schwerte, während der direkte Konkurrent UFC Münster durch einen 3:0-Sieg beim Wuppertaler SV noch an den Mülheimern vorbeizog.
Seit der Saison 2017/2018 stellt der PCF auch eine 2. Mannschaft im Ligabetrieb des Fußballverbandes Niederrhein. Die 2. Mannschaft profitierte daraufhin in der ersten Saison von der Aufstockung der Futsal-Niederrheinliga und stieg aus der Futsal-Landesliga in die zweitklassige Futsal-Niederrheinliga auf.

## Erfolge
- Meister der Futsal-Niederrheinliga & Aufstieg in die Futsalliga West 2017/2018[3]